# Francesco Durelli

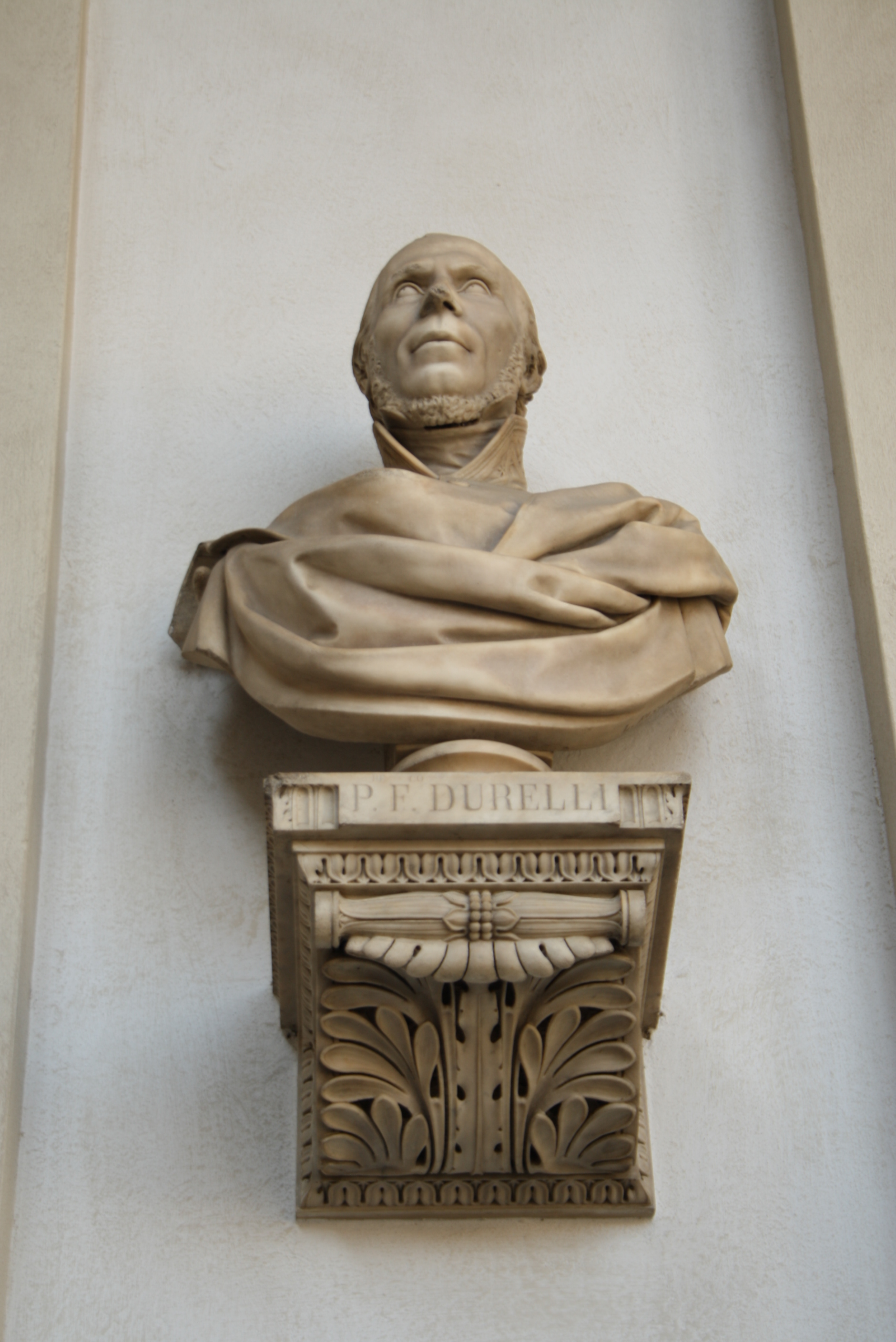
Büste Durellis im Palazzo di Brera (1854)

Francesco Durelli (* 21. Februar 1792 in Mailand; † 8. Dezember 1851 ebenda) war ein italienischer Zeichner und Kupferstecher.

## Leben und Werk

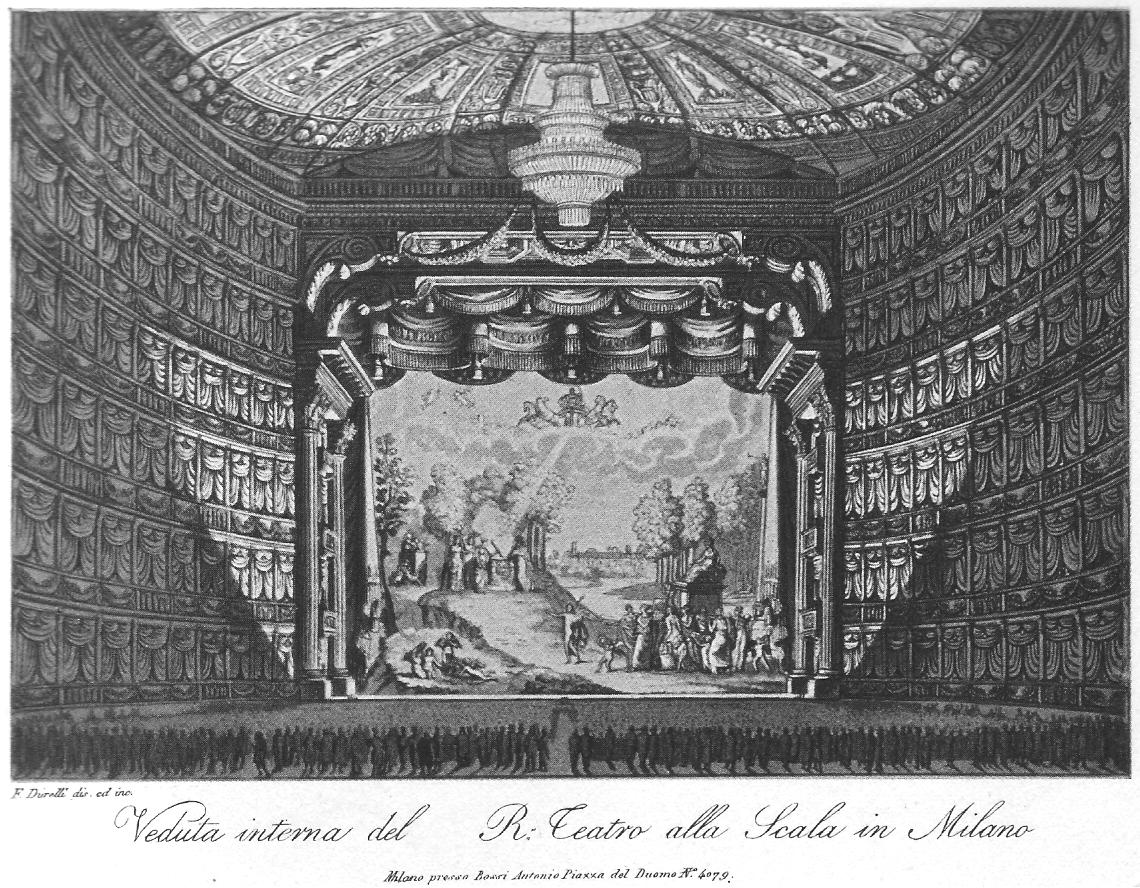
Innenansicht des Teatro alla Scala (1824)

Francesco Durelli war der Sohn von Giacinto Durelli und Margherita Carpani und der
Bruder des Zeichners und Kupferstechers Gaetano Durelli. Er studierte an der Accademia di Brera und besuchte insbesondere die Kurse in Ornamentik bei Giocondo Albertolli und in Perspektivzeichnung bei Giuseppe Levati, dessen Lieblingsschüler er wurde. Von 1809 bis 1820 gewann er als Student mehrere Preise und Auszeichnungen in Ornamentik und Architektur. Mit einem Stipendium hielt er sich nach 1815 in Rom auf.
Um 1819 wurde er Assistent von Levati in der Schule der Perspektive an der Akademie, von 1824 bis 1837 war er stellvertretender Professor und ab 1838 ordentlicher Professor für Architekturzeichnen, eine Position, die er bis zu seinem Tod innehatte. Sein Unterricht an der Akademie, darunter auch Kurse für angehende Bühnenbildner und Architekten, galt als innovativ und beeinflusste eine ganze Generation von Perspektivmalern, Bühnenbildnern, Architekten, Schnitzern und Ornamentikern.
Bei seiner künstlerischen Tätigkeit arbeitete er häufig mit seinem Bruder Gaetano oder anderen Künstlern zusammen. Sein Werk umfasst Zeichnungen und Stiche von Landschaften und Architektur, unter anderem  Stiche der Certosa di Pavia, eine Neue Sammlung der wichtigsten Innen- und Außenansichten der Stadt Mailand oder einige Tafeln für Gaetano Franchettis Geschichte und Beschreibung des Mailänder Doms.